# Галеев, Гайфутдин Салахутдинович
Гайфутдин Салахутдинович Галеев (Галиев) (1911—1996) — советский учёный агроном-селекционер, действительный член ВАСХНИЛ (1972), член-корреспондент Академии сельскохозяйственных наук ГДР (1979), Герой Социалистического Труда.

## Биография
Родился 18 ноября 1911 года в деревне Янгильдино, ныне Апастовского района Татарстана. Спасаясь от голода, семья с  детьми покинула деревню.
Окончил школу в Грозном, поступил учиться на агрономическое отделение Краснодарского института селекции и семеноводства. На практику приехал и работал на опытной станции в Казани. Окончив вуз и женившись, уехал в Воронежскую область, где вместе с женой начали работать агрономами-семеноводами Таловского совхоза Сортсемтреста Воронежской области. Однако Гайфутдина Салахутдиновича привлекала наука и в 1936 году он стал младшим научным сотрудником на Каменно-Степной государственной селекционной станции. С началом Великой Отечественной войны добровольцем ушел на фронт.
После войны вернулся в Краснодар и через некоторое время поехал работать на кубанскую опытную станцию. Его увлекла такая сельскохозяйственная культура, как кукуруза, которая была интересным объектом для генетики и селекции. Несколько раз Галеев был в командировке на родине этой культуры — в Америке, участвовал в конгрессе ассоциации селекционеров Европы, а кубанская опытная станция поддерживала отношения с институтами кукурузы Югославии, ГДР, Болгарии и Чехословакии. Г. С. Галеев был доктором сельскохозяйственных наук, директором Всесоюзной школы кукурузоведения, академиком ВАСХНИЛа, автором высокопродуктивных сортов и гибридов кукурузы. Им опубликовано более 100 научных трудов, ряд трудов был опубликован за рубежом, имел более 40 авторских свидетельств на гибриды кукурузы.
В связи с ухудшением здоровья академик Галеев с 1987 года отошел от активной работы в поле и стал консультантом в лаборатории кукурузы Кубанской опытной станции. С 7 октября 1993 года, после образования на базе отдела кукурузы селекционно-семеноводческой фирмы «КОС-МАИС», Г. С. Галеев стал консультантом селекционной программы этого учреждения.
Умер 8 февраля 1996 года и похоронен в поселке Ботаника Гулькевичского района Краснодарского края. На здание Кубанской опытной станции ВИР установлена мемориальная доска в память об академике Г. С. Галееве.

## Награды
- В 1971 году Г. С. Галееву было присвоено звание Героя Социалистического Труда с вручением ордена Ленина.
- Также награждён орденом Октябрьской Революции (1976), тремя орденами Трудового Красного Знамени (1957, 1966, 1990), многими медалями СССР и ВДНХ.[4]
- Лауреат Ленинской (1963, за успехи в селекции гибридов кукурузы и перевод их семеноводства на стерильную основу) и Государственной (1986, за разработку методов селекции и создание раннеспелых гибридов кукурузы) премий.[5]